# Kjeld Seneca
Kjeld Seneca (* 16. Dezember 1950 in Odder, Dänemark), häufig auch Kjell Seneca geschrieben, ist ein ehemaliger dänischer Fußballspieler.

## Karriere

### Vereine
Noch keine 21 Jahre alt, gehörte Seneca dem Kader des Zweitligisten Aarhus GF an, mit dem er 1972 in die 1. Division aufstieg. Nach diesen zwei Spielzeiten wechselte er nach Österreich, wo er von 1972 bis 1975 für den Erstligisten SK Sturm Graz aktiv war und in seiner letzten Spielzeit von der österreichischen Tageszeitung Kronen Zeitung zum drittbesten Ausländer und Mittelfeldspieler der Saison gewählt wurde. Danach wechselte er nach Deutschland zum Bundesligisten FC Bayern München, für den er am 12. Juni 1976, dem letzten Spieltag der Saison, beim 7:4-Sieg über Hertha BSC – in der 78. Minute für Franz Beckenbauer eingewechselt – debütierte.
In der Folgesaison kam er in fünf Ligaspielen zum Einsatz sowie zweimal im DFB-Pokal (1 Tor beim 10:1-Sieg über den TV Unterboihingen) und einmal im Europapokal der Landesmeister, als er am 15. September 1976, beim 5:0-Sieg gegen seine Landsleute von Køge BK, in der 74. Minute für Uli Hoeneß eingewechselt wurde.
1977 kehrte er nach Graz zurück und beendete nach nur einer Spielzeit seine fußballerische Karriere.

### Nationalmannschaft
Seneca debütierte im Nationaltrikot am 8. September 1971 in Tampere, als er mit der U-21-Nationalmannschaft in einem Test-Länderspiel gegen Finnland mit 1:2 unterlegen war. Sein letztes Spiel in dieser Auswahlmannschaft bestritt er am 13. November 1973 in Portsmouth beim 1:1-Unentschieden gegen England. Das einzige Tor im Nationaltrikot erzielte er am 26. April 1972 in Vejle beim 2:0-Sieg über Griechenland.
Sein erstes Spiel für die A-Nationalmannschaft bestritt er am 3. Juni 1974 in Kopenhagen bei der 0:2-Niederlage gegen Schweden; sein letztes am 22. September 1976, ebenfalls in Kopenhagen, bei der 0:1-Niederlage gegen Italien.

## Erfolge
- Weltpokal-Sieger 1976 (ohne Einsatz; mit dem FC Bayern München)
- Europapokalsieger der Landesmeister 1976 (mit dem FC Bayern München)

## Sonstiges
Nach dem Ende seiner aktiven Karriere war er von 1988 bis 1992 Sportlicher Leiter von Sturm Graz und danach bei verschiedenen kleineren Vereinen in Österreich als Trainer tätig. Später arbeitete er bei der Raiffeisen-Landesbank Steiermark.